# At Gange Med Sange
At Gange Med Sange er en dobbelt-CD med 11 sange/numre af Henning Jensen og Klaus Rubin. Teksterne indeholder de små multiplikations tabeller fra 1 til 10 samt nummeret AT GANGE MED 0. 
Derudover indeholder CD'en de 11 numre som en form for karaoke – med sangstemmerne ganske svagt.
Coveret er designet med et sanghæfte med alle teksterne. Det kan man bruge til at øve "karaoke" fx i matematiktimen/musiktimen, så eleverne kan synge/øve tabellerne sammen – på en måde hvor børnenes musikalske evner bliver ligeså væsentlige som deres evner til at lære tabellerne. 
At Gange Med Sange er for de mindre klasser en effektiv, sjov og let måde at lære tabellerne på, og for de ældre en anderledes repetition af det tidligere lærte og måske glemte. Har solgt over 25.000 stk. i Danmark alene.
Hvert nummer er bygget over forskellige musikgenrer (reggae – jazz og country m.m.), så de forskellige tabeller udskiller sig fra hinanden sådan at det er lettere at lære tabellerne udenad og skelne de forskellige tabeller fra hinanden.
Udover CD'en eksisterer der et nodehæfte, hvori samtlige numre og tekst er indskrevet på noder.
CD'en udkom i foråret 2009 i Sverige i en svensk udgave kaldet Multiplikationssånger og i Tyskland med titlen "Sing und lern das Einmaleins" (Release 18.09.2009)

## Eksterne Links
- www.atgangemedsange.dk
- www.multiplikationssanger.se
- www.singundlern.de Arkiveret 29. september 2017 hos  Wayback Machine
- Anmeldelse af CD'en 1
- Anmeldelse af CD'en 2 Arkiveret 28. september 2007 hos  Wayback Machine
- Anmeldelse af CD'en 3
- Anmeldelse af CD'en 4
- Anmeldelse af nodehæftet Arkiveret 28. september 2007 hos  Wayback Machine